# 超巨大ゾイド
超巨大ゾイド（ちょうきょだいゾイド）は、タカラトミー（旧トミー）より発売されている『ゾイド』シリーズに登場する架空の兵器。
大型ゾイドおよび巨大ゾイドとの区別は曖昧である。本項では無動力のゾイドコレクションDXシリーズを記載する。また、『ゾイドバトルストーリー』や『ゾイドバトルカードゲーム』、アニメシリーズその他に登場しつつも、商品が発売されていない一部の移動基地型機種もここに記載する。

## ゾイドコレクションDX
2001年に展開されていた超大型の移動基地の完成品モデル。当時発売されていたカプセルトイフィギュア「ゾイドコレクション」と連動しており、各商品には同規格のフィギュアが付属する。製品開発はトミーの大崎仁規が担当した。
| ゾイドコレクションDX商品一覧 | ゾイドコレクションDX商品一覧 | ゾイドコレクションDX商品一覧 |
| 商品名                       | 発売日                       | 備考 |
| ---------------------------- | ---------------------------- | --- |
| ホエールキング               | 2001年3月                    | 両サイドと口と尾、背部砲塔部が展開し、クレーンアームも内蔵、展開した両サイドと口からミニサイズゾイドを格納および、発進できる。尾の内部には伸縮式カタパルトを持ち、胸鰭と尾鰭は取り付け式。付属ゾイドコレクションはジェノブレイカー、デススティンガー、ダークホーンGC（ダークホーンWB）、レブラプター、レドラー、ザバット。 |
| ホバーカーゴ                 | 2001年4月                    | 玩具はコロ走行の他、殻部分の取り外しが可能で、殻は左右と前部分が展開し、本体部もコクピット部が展開して塩ビ製小サイズゾイドを出せる基地遊びが可能。付属の「ゾイドコレクション」フィギュアはライガーゼロ、コマンドウルフAC、ガンスナイパーWW、レイノス。                                                                     |
| ドラグーンネスト             | 2001年11月                   | 両方の鋏が動くほか、分離可能。尾の部分がエビのように下側に折り曲げることができ、胸部下のハッチと鋏部分を展開してそこにゾイドを格納する。付属はバーサークフューラー、ディマンティス、マッカーチス、ウオディック。 デザインはアーミックの片平まさしが担当。                                                                  |

## アンモクラフト
| アンモクラフト | アンモクラフト   |
| -------------- | ---------------- |
| 分類           | アンモナイト型   |
| 番号           | ヘリック共和国軍 |

『ゾイドバトルカードゲーム』で登場。

## オクトラウド
| オクトラウド | オクトラウド     |
| ------------ | ---------------- |
| 分類         | タコ型           |
| 番号         | ヘリック共和国軍 |

ゾイドバトルカードゲームで登場。頭部側面と後部、8本の足にゾイドを格納可能。
元々はゾイドコレクションDX用のデザインアイデアのひとつ。

## スターフィッシュ
| スターフィッシュ | スターフィッシュ |
| ---------------- | ---------------- |
| 分類             | ヒトデ型         |
| 番号             | ヘリック共和国軍 |

電撃ホビーマガジン2002年4月号に掲載されたヒトデ型巨大基地ゾイド。ゾイドコレクションDXの没案の一つで、機首以外の4本の足と中央部にゾイドを格納することが出来る戦闘空母。ZAC2103年にネオゼネバス帝国と激突する共和国軍海洋部隊の拠点として運用された。

## タートルシップ
| タートルシップ | タートルシップ   |
| -------------- | ---------------- |
| 分類           | カメ型           |
| 番号           | ヘリック共和国軍 |

『新ゾイドバトルストーリー』に登場。第一次大陸間戦争時代、第一次暗黒大陸上陸作戦の手痛い失敗を教訓として開発された輸送機ゾイド。ニカイドス島の戦いで撃沈されたホエールカイザーを参考に、中央研究所で開発された。
艦載機の乗降は、宙に浮いたまま機体下面中央からトラクタービームらしきものを出してゴジュラスを地面に降ろしている描写もある。
作中の活躍
ZAC2052年6月の第二次暗黒大陸上陸作戦において使用される。エントランス湾においてはダーク・ホーン2体のハイブリットバルカンによって撃沈される描写も見られた。
ZAC2053年10月に暗黒大陸の共和国基地が襲撃を受けた際は、ギルベイダーを格納した隕石に衝突され大破している。

## ディグ
| ディグ | ディグ         |
| ------ | -------------- |
| 分類   | 不明           |
| 番号   | ディガルド武国 |

アニメ『ゾイドジェネシス』に登場したディガルド武国の陸上空母型ゾイド。甲板にはロケット式カタパルト、内部に格納庫と整備工場を有しており、バイオラプターグイおよび、その指揮機であるバイオプテラの母艦となる。
元ソラノヒトのジーンが、同じくソラノヒトであるフェルミ少将に命じて故郷のソラシティ攻撃をさせて墜落させ、その後「神」を名乗る武帝ジーンが本機を侵略用母艦として使用し、中ではジーンの愛機であるバイオティラノの整備と改造も行っていた。
自由の丘における最終決戦でも出撃したが、その時にはグイを飛ばしたり、整備するための人員がほとんどいなかったことからグイは使われず、代わりに多数のバイオラプターと、量産型のバイオトリケラにバイオケントロを率いた。そして決戦の最中、バイオティラノとバイオヴォルケーノのバイオ粒子砲の撃ち合いに巻き込まれて横転してしまい、さらにティラノに跳ね飛ばされたヴォルケーノの激突で完全に仰向けにひっくり返って活動不能となった。

## ドラグーンネスト
| ドラグーンネスト DRAGOON NEST | ドラグーンネスト DRAGOON NEST |
| ----------------------------- | --- |
| 分類                          | ロブスター型 |
| 所属                          | ガイロス帝国軍(鉄竜騎兵団) ネオゼネバス帝国軍・輸送艦隊 |
| 全長                          | 136.0m |
| 全高                          | 40.0m（スタビライザー除く） |
| 重量                          | 3650.0t |
| 最高速度                      | 120km/h（地上走行時） 50kt（水中） |
| 武装                          | 索敵レーダー×2 ホーミング魚雷×10 Eシールドジェネレーター×6 （本体×2、揚陸艇各×2） 大型ハイドロジェットブースター×4 （本体×2、揚陸艇各×1） ホーンドスタビライザー×2 突撃揚陸艇 （一号艇ポセイドン） （二号艇ネプチューン） |

鉄竜騎兵団（アイゼンドラグーン）の母艦であるロブスター型輸送艦ゾイド。中央大陸侵略を視野に入れたギュンター・プロイツェンが、同部隊のために開発させた機体である。両腕は切り離して揚陸艇として使用可能。陸上での活動も可能となっており、後方からの補給基地としても機能する。
作中の活躍
ZAC2101年12月には鉄竜騎兵団の中央大陸侵攻に用いられた。
ZAC2106年にはヘリック共和国軍に鹵獲された機体がネオゼネバス帝国の友軍に偽装し、中央大陸沿岸を襲撃した。

## ネオ・タートルシップ
| ネオ・タートルシップ | ネオ・タートルシップ |
| -------------------- | -------------------- |
| 所属                 | ヘリック共和国軍     |
| 全長                 | 377m                 |
| 全高                 | 199m                 |
| 最高速度             | 920km/h              |

ヘリック共和国軍のカメ型ゾイド。ゾイドの積載方式は媒体によって差異があり、『ゾイドバトルカードゲーム』のイラストにおいては脚部からエレベーターを展開しているが、『ゾイドバトルストーリー』作中では背中に盛り上がった展開式のキャリアーを有している。
ゾイドシリーズで初出となる「ゾイドバトルカードゲーム」ではホエールキングと同じ効果を持つ共和国側のイベントカードとして扱われた。
作中の活躍
ZAC2100年6月には中央大陸から西方大陸へヘリック共和国軍の20個師団規模の増援を運んだ。

## バローンカンボス
| バローンカンボス | バローンカンボス |
| ---------------- | ---------------- |
| 分類             | タツノオトシゴ型 |
| 番号             | ガイロス帝国軍   |

ゾイドバトルカードゲームに登場するガイロス帝国の浮遊型移動要塞。元々はゾイドコレクションDX用デザインの没案の一つ。

## ハンマーカイザー
アニメ版『ゾイド -ZOIDS-』第57話と第58話に登場。ヒルツが母艦として運用したハンマーヘッドの超大型仕様。ハンマーヘッドと同じくシュモクザメ型であるが、胸ヒレ・頭部・背部形状はハンマーヘッドとは異なっている。
作中ではデススティンガーを内部に搭載して衛星軌道上まで浮上、そこからデススティンガーの荷電粒子砲をもって地上の主要都市を次々と狙撃し壊滅に追いやるが、大気圏外まで飛行可能に改造されたアーバインとトーマの乗るストームソーダーの攻撃を受けて撃墜された。

## ピンギートレーン
| ピンギトレーン | ピンギトレーン   |
| -------------- | ---------------- |
| 分類           | ペンギン型       |
| 番号           | ヘリック共和国軍 |

ゾイドバトルカードゲームに登場するガイロス帝国側移動要塞。元々はゾイドコレクションDX用デザインの没案の一つで、飛行・潜水モードへ変形可能。ゾイド格納庫は腹部に有する。

## ホエールカイザー
| ホエールカイザー | ホエールカイザー |
| ---------------- | ---------------- |
| 分類             | クジラ型         |
| 全長             | 65.0m            |
| 全高             | 12.0m            |

ゼネバス帝国が暗黒大陸に亡命中に空飛ぶグスタフというコンセプトで開発した巨大クジラ型ゾイド。飛行船、輸送船または「移動要塞型ゾイド」、特殊降下母船とも評される。ディメトロドン3機と、武装した兵士300人を搭載出来る積載能力を持ち、離着陸に滑走路を必要としない。防御用には銃座を備える。頑強な装甲で覆われ、ミサイル程度ではビクともしない。ガイロス帝国においても運用された。
作中の活躍
ZAC2041年のバレシア湾上陸作戦において初登場。暗黒大陸より帰還したゼネバス帝国軍を揚陸させた。
ZAC2051年3月にはニカイドス島よりゼネバス帝国軍の残存部隊を接収する輸送艦として使用される。うち一隻はレイノスの3連装ビーム砲にエンジンを破壊され漂流後、ウルトラザウルスの主砲により撃沈されている。
ZAC2100年の西方大陸・エルガイル海岸の戦いにおいてはジェノザウラーやレブラプターの輸送に従事している。
備考
一般公募によるデザインのひとつであったが、ほかの採用デザインとは異なり、商品化されなかった。なお、『『SUPER REAL ACTION MAGAZINE  ゾイドグラフィックス VOL.10』に掲載していたホエールカイザーの模型や絵は、バトルストーリーに登場したものとデザインが異なっている。
ディメトロドンのテレビCMの上陸シーンにも登場した。

## ホエールキング
| ホエールキング WHALE KING | ホエールキング WHALE KING |
| ------------------------- | --- |
| 分類                      | クジラ型 |
| 番号                      | ガイロス帝国軍 ヘリック共和国軍(アニメゾイド -ZOIDS-) |
| 全長                      | 225.0m |
| 全高                      | 54.0m |
| 重量                      | 8290.0t |
| 最高速度                  | 827km/h |
| 武装                      | ASZエレクトロンマスドライバー ASZ2連装720mmエレクトロンキャノン×6 ASZ3連装マルチプルカタパルトランチャー ゾイド発進用カタパルトスロープ×5 作業用クレーン メインドック |

ガイロス帝国軍が開発したクジラ型ゾイド。大陸間戦争においては戦闘範囲の広大になることから、輸送艦として開発された。マグネッサーシステムとイオンブースターを併用することで海上や空中のみならず、潜水艦としての運用も可能。一個大隊を積載可能なペイロードを持つ。武装は強力だが、巨体ゆえに運動性が悪く、直接戦闘には向かない。
ホエールキングの開発ベースとなったのは、惑星Ziの海に棲む超巨大なゾイドとされる。このクジラ型の野生ゾイドは200～300メートルと大きさに個体差があるものの、第二次大陸間戦争時代（第2期シリーズ）において現存するゾイドの中では最大の種となる。
作中の活躍
バトルストーリー
『ゾイド公式ファンブック』(小学館)
『ゾイド公式ファンブック3』より登場。ZAC2100年10月の戦いでは、西方大陸戦争の敗北からヘリック共和国軍に包囲されたニクシー基地から暗黒大陸へ撤退するガイロス帝国軍の撤収作業に動員された。ZAC2101年3月には共和国に占領されたニクシー基地攻撃のため、ウオディックとKFDを輸送した。
「SMACK ZOIDS」(メディアワークス)
ZAC2102～2105年ごろはネオゼネバスにおいてホエールキングの系列艦であるマリンカイザーが運用された。
アニメ
アニメ一作目『ゾイド -ZOIDS-』では第二部のガーディアンフォース編「ゾイド狩り」から登場し、玩具製品発売よりも一年近くも前に出演し、ヘリック共和国の紋章を付けた共和国艦も登場。初登場時は手描きであったが以降は他のゾイド同様CGとなった。アニメではよく撃墜されていた。二作目の『ゾイド新世紀スラッシュゼロ』ではチーム・チャンプやバックドラフト団などが使用している。三作目の『ゾイドフューザーズ』では遊覧飛行船として登場した。
登場ゲーム
GCソフト『ゾイドフルメタルクラッシュ』ストーリーモードでは、コライユ基地の地下格納庫で極秘に建造されていた。中盤以降、第53独立部隊の母艦として運用された。ブロックスゾイドのEシールドジェネレーターを増幅し搭載している。
VS.3においては飛行中ホエールキング、ホエールキング内部と二つのステージに起用されるに至った。
備考
『ゾイド』シリーズの商業展開においては、2000年3月に発売された『ゾイドバトルカードゲーム』の収録カードが初出となる。その後、アニメ『ゾイド-ZOIDS-』第40話において映像作品に登場。2001年には『ゾイドコレクションDX』のレーベルで玩具商品が発売されている。
なお、『ゾイドバトルカードゲーム』初登場時のフレーバー・テキストにおいては、全長321m、全高65m、最高速度980km/hと設定されていた。

### バリエーション

#### ホエールキング・ザ・グレート
アニメ『ゾイド新世紀スラッシュゼロ』第15話で初登場した、ラオン博士の専用機として登場するホエールキング。カラーリングが濃い紫になった以外、外見上は通常のものと大差無い。しかし通常のホエールキングよりも搭載可能なゾイドの数が多く、ツイン荷電粒子ブースターの装備によって最高速度は980kmまで上昇し成層圏での飛行も可能となるなど、通常の機体を超えた性能を有している。また、機内には200インチの大スクリーンのシアタールームを完備し、艦首に反重力砲を装備するなどのラオン博士の趣向による改造が施されているのも特徴である。

#### モビーディック
| モビーディック | モビーディック |
| -------------- | -------------- |
| 分類           | クジラ型       |
| 番号           | ガイロス帝国軍 |

ゾイド公式ファンブック3巻に登場。ロケットブースターの装備によって、高度3万メートルを飛行できるようにした改造ホエールキング。最大積載量も増加している。
初出は『月刊コロコロコミック』2001年4月号。
作中の活躍
ZAC2101年1月には共和国占領下のニクシー基地攻撃に参加。ザバットを積載し投下した。最終的には迎撃に出たサラマンダーSSから発射された大型ミサイルに5隻が撃沈され、同戦闘に参加した残りの機体は撤退した。

#### ホエールクイーン
『ゾイドジェネレイションズ』においてトビウオ海賊団の母艦として登場するホエールキング。帆船のようなマストと帆を背中に有し、機首には骸骨の装飾が施されている。

## ホバーカーゴ
| ホバーカーゴ | ホバーカーゴ                                                                              |
| ------------ | ----------------------------------------------------------------------------------------- |
| 分類         | カタツムリ型                                                                              |
| 所属         | ヘリック共和国軍 チーム・ブリッツ(スラッシュゼロ)                                         |
| 全長         | 94.5m                                                                                     |
| 全高         | 49.5m                                                                                     |
| 重量         | 2750.0t                                                                                   |
| 最高速度     | 410km/h                                                                                   |
| 武装         | ASZ210mmエレクトロンキャノン×2 ASZ210mmカタパルトランチャー×2 メインドック フロントドック |

カタツムリ型移動基地ゾイド。背部の円形状ユニットの内部が整備工場になっており、主に整備や補給に使用される。ホバー機能も有しているため、海上や荒れ地などでも高速で移動することが出来る。また、一個中隊が二週間ほど活動可能な物資が搭載可能。ドックユニットの壁面は展開することで発進用のカタパルトとなり、ライガーゼロのCAS換装もこのホバーカーゴ内で行われる。
本来は旧ゼネバス軍のマルダーと同種のカタツムリ型野生体だったが、大異変の影響で生き延びた種の一部が大型化。これを共和国が輸送ゾイドとして完成させた。なお、後部のドック部分を換装して長距離砲を搭載した後方支援用タイプもあると言われている。
ZAC2101年夏には閃光師団に配属され、同年夏から翌年ZAC2102年春にかけては閃光師団の壊滅的ダメージと再編に伴い、補給師団に配属された。
作中の活躍
ゾイドバトルストーリー
『ゾイド公式ファンブック3』から登場。ZAC2101年7月。暗黒大陸・エントランス湾の戦いにおいて閃光師団の前線基地として機能した。
『ゾイド公式ファンブック4』では、ZAC2102年2月にエントランス湾からウルトラザウルス・ザ・キャリアとともに共和国本国へ帰還する姿が見られる。
ゲーム
『ZOIDS VS.シリーズ』では護衛任務の他、ゾイドのメンテナンスなどを行う場面はホバーカーゴの内部で行う。
『ゾイドVS.III』では、オレンジカラーのZOITEC社仕様が登場。
アニメ
『ゾイド新世紀スラッシュゼロ』では、チーム・ブリッツの母艦として登場。こちらではゾイマグナイト製の装甲で覆われており、深度1000メートルの水圧に耐えることが可能で深海での活動が可能。（トロス博士曰く）デスザウラーの荷電粒子砲さえ跳ね返すことが可能なEシールドを装備しており、最終回ではバーサークフューラーの荷電粒子砲を完全に防御した。
漫画
『機獣新世紀ZOIDS』ではミュールでの交戦において、バンに新型ライガー（ライガーゼロ）のボディフレームを送り届ける母艦としてメリッサ・スーが使用した。